# Filippo Zana
Filippo Zana (Thiene, 18 de marzo de 1999) es un ciclista profesional italiano que compite con el equipo Team Jayco AlUla.

## Trayectoria
Tras dos temporadas compitiendo en la categoría Continental, de cara a 2020 fichó por el Bardiani-CSF-Faizanè. Ese mismo año participó en el Giro de Italia, repitiendo participación en 2021. Tras esta segunda presencia en la carrera italiana, logró triunfar en la República Checa al ganar la Carrera de la Paz sub-23. En agosto también se impuso en el Sazka Tour y finalizó tercero en el Tour del Porvenir.
En 2022 ganó la Adriática Iónica y se proclamó campeón nacional en ruta, resultados que le permitieron dar el salto al UCI WorldTour en 2023 tras firmar por dos años con el Team BikeExchange-Jayco. En el primero de ellos consiguió la victoria en la decimoctava etapa del Giro de Italia con final en Val di Zoldo.

## Palmarés
2019
- Gran Premio Capodarco

2021
- 1 etapa del Istrian Spring Trophy
- Carrera de la Paz sub-23, más 1 etapa
- Sazka Tour

2022
- Adriática Iónica
- Campeonato de Italia en Ruta

2023
- 1 etapa del Giro de Italia
- Tour de Eslovenia

## Resultados en Grandes Vueltas y Campeonatos del Mundo
| Carrera         | Carrera         | 2018 | 2019 | 2020  | 2021 | 2022 | 2023 | 2024 | 2025 |
| --------------- | --------------- | ---- | ---- | ----- | ---- | ---- | ---- | ---- | ---- |
|                 | Giro de Italia  | —    | —    | 100.º | 73.º | 47.º | 18.º | 11.º | 58.º |
|                 | Tour de Francia | —    | —    | —     | —    | —    | —    | —    | —    |
|                 | Vuelta a España | —    | —    | —     | —    | —    | Ab.  | 56.º | —    |
| Mundial en Ruta | Mundial en Ruta | —    | —    | —     | —    | —    | —    | 66.º | —    |

—: no participa
Ab.: abandono

## Equipos
- Trevigiani Phonix-Hemus 1896 (2018)
- Sangemini-Trevigiani-MG.Kvis (2019)
- Bardiani-CSF-Faizanè (2020-2022)
- Team Jayco AlUla (2023-)